# Michael Ludäscher
Michael Ludäscher (Suiza, 5 de abril de 1988) es un futbolista suizo. Juega de defensa y su actual club es el FC Aarau.

## Carrera
Su actual club es el FC Aarau desde 2007.

## Clubes
| Club     | País  | Año   |
| -------- | ----- | ----- |
| FC Aarau | Suiza | 2007- |

- Datos: Q1928483